# Альмудена Муньйос
Альмудена Муньйос Мартінес (ісп. Almudena Muñoz Martínez; нар. 4 листопада 1968, Валенсія, Іспанія) — іспанська дзюдоїстка, олімпійська чемпіонка 1992 року, чемпіонка Європи, призерка чемпіонату світу.

## Виступи на Олімпіадах
| Олімпіада      | Дисципліна | Місце |
| -------------- | ---------- | ----- |
| Барселона 1992 | до 52 кг   | 1     |
| Атланта 1996   | до 52 кг   | 5     |